# Spring River Township
Spring River Township est un ancien township, situé dans le comté de Lawrence, dans le Missouri, aux États-Unis,.
Le township est baptisé en référence à la rivière du même nom (en).

### Source de la traduction
- (en) Cet article est partiellement ou en totalité issu de l’article de Wikipédia en anglais intitulé « Spring River Township, Lawrence County, Missouri » (voir la liste des auteurs).